# Lars Olsen (ciclista)
Lars Otto Olsen (Copenhague, 29 de junio de 1965) es un deportista danés que compitió en ciclismo en la modalidad de pista.
Ganó una medalla de bronce en el Campeonato Mundial de Ciclismo en Pista de 1993, en la prueba de persecución por equipos.
Participó en los Juegos Olímpicos de Seúl 1988, ocupando el octavo lugar en la persecución por equipos.

## Medallero internacional
| Campeonato Mundial | Campeonato Mundial | Campeonato Mundial | Campeonato Mundial      |
| Año                | Lugar              | Medalla            | Competición             |
| ------------------ | ------------------ | ------------------ | ----------------------- |
| 1993               | Hamar (Noruega)    | Medalla de bronce  | Persecución por equipos |